# Daniel Pearl (Kameramann)
Daniel C. Pearl (* 1951 in Bronx, New York City) ist ein US-amerikanischer Kameramann.

## Leben
Daniel C. Pearl machte 1973 seinen Abschluss an der University of Texas at Austin (UT). Er arbeitete als Kameramann für mehrere Studentenfilme und drehte mit Tobe Hooper, der ebenfalls an der UT studierte, den Horrorfilm Blutgericht in Texas, Pearls erster kommerzieller Film als Chefkameramann. 1976 zog er nach Los Angeles. Bis Ende der 1980er Jahre drehte er mehrere Komödien und Horrorfilme wie Der Typ mit dem irren Blick, Invasion vom Mars und Amazonen auf dem Mond oder Warum die Amis den Kanal voll haben, bevor er sich vorübergehend komplett auf das Drehen von Musikvideos und Werbefilmen konzentrierte. Zu den von ihm fotografierten Musikvideos zählen I’d Do Anything for Love (But I Won’t Do That) von Meat Loaf, Every Breath You Take von The Police und Billie Jean von Michael Jackson.

## Filmografie (Auswahl)
- 1974: Blutgericht in Texas (The Texas Chain Saw Massacre)
- 1978: Fairy Tales
- 1978: The Fifth Floor
- 1979: She Came to the Valley
- 1979: California Graffiti (Hometown U.S.A.)
- 1980: The Return – Tödliche Bedrohung (The Return)
- 1981: Ein Werwolf beißt sich durch (Full Moon High)
- 1982: Firebird Tornado (The Junkman)
- 1982: Der Typ mit dem irren Blick (Zapped!)
- 1986: Invasion vom Mars (Invaders from Mars)
- 1987: Die Wiege des Schreckens (It’s Alive III: Island of the Alive)
- 1987: Salem II – Die Rückkehr (A Return to Salem’s Lot)
- 1987: Amazonen auf dem Mond oder Warum die Amis den Kanal voll haben (Amazon Women on the Moon)
- 1987: Tödliche Täuschung (Deadly Illusion)
- 1987: Inkognito (Hiding Out)
- 2003: Michael Bay’s Texas Chainsaw Massacre (The Texas Chainsaw Massacre)
- 2004: Frankenstein (Fernsehfilm)
- 2007: Pathfinder – Fährte des Kriegers (Pathfinder)
- 2007: Captivity
- 2007: Aliens vs. Predator 2 (Aliens vs. Predator: Requiem)
- 2008: Adventures in Appletown
- 2009: Freitag der 13. (Friday the 13th)
- 2012: The Obama Effect
- 2012: Apparition – Dunkle Erscheinung (The Apparition)
- 2012: No One Lives – Keiner überlebt! (No One Lives)
- 2016: The Boy
- 2017: Mom and Dad
- 2019: The Intruder